# Vaitupu (Wallis i Futuna)
Vaitupu – miejscowość w Wallis i Futunie (zbiorowość zamorska Francji), na wyspie Uvea; w dystrykcie Hihifo. Według spisu powszechnego z 2018 roku, liczyło 406 mieszkańców.